# Alqosh
Alqosh (in curdo ئەلقۆش, Elkîş‎; in siriaco ܐܲܠܩܘܿܫ; in arabo ألقوش‎?, al-Qūš) è una città dell'Iraq situata nel governatorato di Ninive e nella Regione del Kurdistan. La città è abitata da assiri di confessione cattolica caldea.
Collocata a ca. 50 km a nord di Mosul, questa antichissima città, menzionata per la prima volta in un'iscrizione muraria nel palazzo di Sennacherib e risalente agli inizi del VII secolo a.C. La città rappresenta uno dei principali centri del cristianesimo siriaco caldeo; infatti a 3 km circa dalla città si trova il monastero di Rabban Ormisda, sede dei patriarchi nestoriani dalla metà circa del XV secolo fino al 1804.